# F.C. Pars Jonoubi Jam de Beach Soccer
O  Pars Jonoubi (Beach Soccer) é um time do Pars Jonoubi Jam na modalidade. O clube representa o país Iraniano.

## História
Em 2017, o time das abelhas do sul, foi convidado à participar do Mundialito de Clubes de 2017 em Vargem Grande Paulista, localizado em São Paulo, (Brasil). O time fez uma participação fantástica, ficando em primeiro do seu grupo e derrotou equipes favoritas, por exemplo: Flamengo e Rosario Central da Argentina. Mas foi derrotado na final para o poderoso time do Lokomotiv de Moscou, em um jogo equilibrado por 5 a 4 na final e .